# John West, II conte De La Warr
John West, II conte De La Warr (9 maggio 1729 – Londra, 22 novembre 1777), è stato un nobile, politico e ufficiale inglese.

## Biografia
Era il figlio di John West, I conte De La Warr, e della sua prima moglie, lady Charlotte MacCarthy, figlia di Donough MacCarthy, IV conte di Clancarty. Dopo la morte di sua madre, suo padre si risposò con Anne Neville, Lady Bergavenny (vedova di George Neville, I barone Bergavenny), figlia del capitano Nehemiah Walker.

## Carriera
Nel 1746 entrò nell'esercito con il grado di alfiere della 3º reggimento di fanteria, salendo al rango di colonnello nel 1758, maggiore generale nel 1761 e luogotenente generale nel 1770.  Dal 1760 al 1761, servì come aiutante di campo di Giorgio III. Nel 1761, il padre fu creato Conte De La Warr e Visconte Cantelupe, consentendo a West di usare quest'ultimo come titolo di cortesia. È stato vice ciambellano della regina Carlotta (1761-1766) e fu capitano e, successivamente, colonnello del 1º reggimento delle Horse Grenadier Guards (1763-1766).
Dopo aver ereditato i titoli di suo padre nel 1766, divenne Master of the Horse della regina Carlotta e colonnello del proprio reggimento delle guardie a cavallo di Sua Maestà, servendo in entrambi i ruoli fino alla sua morte nel 1777. Nel 1768 divenne Lord Ciambellano della regina e nel 1770, è stato promosso a tenente generale del British Army.

## Matrimonio
Sposò, l'8 agosto 1756, Mary Wynyard (?-27 ottobre 1784), figlia di il tenente generale John Wynyard. Ebbero cinque figli:
- William West, III conte De La Warr (1757-1783)[1];
- John West, IV conte De La Warr (1758-1795)[1][3];
- Lady Georgiana (?-1832), sposò Edward Buckley[1], ebbero due figli;
- Lady Matilda West (?-1843), sposò il generale Henry Wynyard[1];
- Lord Frederick (1767-1852), sposò in prime nozze Charlotte Mitchell, ebbero una figlia, e in seconde nozze Mary Myddelton, ebbero un figlio

## Morte
Morì il 22 novembre 1777 a Londra. Fu sepolto nella Chiesa di Santa Margherita a Londra.